# أداير كروفورد
أداير كروفورد (بالإنجليزية: Adair Crawford)‏ هو عالم بريطاني عاش في القرن الثامن عشر في الفترة بين سنتي 1748 - 1795.
اهتم كروفورد بدراسة الكيمياء والطب، وكان رائداً في تطوير طرائق مسعرية من أجل قياس الحرارة النوعية للمواد.
في إحدى رحلاته الاستكشافية في مرتفعات إسكتلندا في سنة 1790 تمكن برفقة وليام كرويكشانك من العثور على معدن جديد، والذي أطلق عليه لاحقاً من قبل فريدرش غابرييل زولسر اسم سترونتيانيت.